# 1967 في العراق
فيما يلي قوائم الأحداث التي وقعت خلال عام 1967 في العراق.

## سياسة

### تعيين في المنصب
- 10 مايو – عبد الرحمن عارف رئيس وزراء العراق.
- 18 يوليو – ناصر الحاني وزارة الخارجية.

### انتهاء فترة المنصب
- 10 مايو – ناجي طالب رئيس وزراء العراق.
- 10 يوليو – عبد الرحمن عارف رئيس وزراء العراق.

## مواليد

### يناير
- 1 يناير – أمل الجبوري
- 1 يناير – سعيد شماغ
- 1 يناير – سنان أنطون مخرج أفلام عراقي.
- 1 يناير – نسرين برواري سياسية عراقية.
- 1 يناير – هادي المهدي صحفي عراقي.

### مارس
- 7 مارس – محسن الرملي كاتب عراقي.

### يونيو
- 2 يونيو – ناظم الزهاوي سياسي بريطاني.

### نوفمبر
- 12 نوفمبر – باسم الكربلائي الرادود الحسيني.
- 14 نوفمبر - إحسان دعدوش ممثل عراقي.

## وفيات

### يناير
- 1 يناير – هبة الدين الشهرستاني (مواليد 1883)